# Говард, Альберт
Сэр Альберт Говард (англ. Albert Howard; 8 декабря 1873 — 20 октября 1947) ― английский ботаник, один из основателей концепции органического земледелия и ключевых фигур мирового органического движения. В англоязычном мире рассматривается наряду с Рудольфом Штайнером и Евой Бальфур в качестве одного из главных основателей современной практики органического сельского хозяйства.

## Биография
Альберт Говард родился в городе Бишоп Касл, Шропшир. Он был сыном фермера Ричарда Говарда и Энн Говард, урождённой Килверт. Учился в Рекин колледже, Королевском колледже науки и в Колледже святого Иоанна в Кембридже. В 1896 году окончил курс естественных наук в Кембридже и также получил диплом по сельскохозяйственной специальности в 1897 году. В 1899 году читал лекции в Харрисон колледж, Барбадос, а в 1899 и 1902 годах занимал должность миколога и преподавателя Императорского Департамента сельского хозяйства Вест-Индии. В 1903―1905 гг. Говард был преподавателем ботаники в Юго-Восточном сельскохозяйственном колледже; в 1905―1924 гг. ― советник при правительстве Индии. В 1914 году стал кавалером-компаньоном ордена Индийской империи, и получил серебряную медаль от Королевского общества искусств в 1920 году. В 1924―1931 гг. ― директор Института растениеводства в городе Индаур и сельскохозяйственный советник в Центральной Индии и Раджпутане. Стал членом Королевского Азиатского общества в 1928, а в 1930 году был удостоен медали от этого общества. В 1934 году был посвящён в рыцарское достоинство и в 19135 году стал почётным членом Имперского колледжа науки.
Работал в Индии государственным советником по вопросам сельского хозяйства и стоял во главе научно-исследовательской фермы в городе Индор. Работал вместе с Габриэль Маттей (1876―1930) и её сестрой Луизой (1880―1969). Женился на Габриэль в 1905 году. После её смерти женился на Луизе в 1931 году. Габриэль сама была профессиональным ботаником, а вклад обеих женщин в развитие органического земледелия ныне считается недооцененным.
Говард занимался наблюдением и анализом традиционных методов земледелия, которых придерживались индусы. Хотя он поехал в Индию, чтобы обучать представителей местного населения методам западной сельскохозяйственной техники, он обнаружил, что на самом деле индусы научили его ещё большему. Так, он отметил связь между здоровой почвой и здоровым населением деревень их скотом и посевами. Патрик Холден, директор Почвенной ассоциации Великобритании, цитируя Говарда, говорил следующее «здоровье почвы, растений, животных и человека едино и неотделимо.» Говард был президентом 13-й сессии Индийского научного конгресса в 1926 году.
Ботаник также был назван отцом современной системы компостирования, которая ныне известна как «метод Индор». Его книга Сельскохозяйственный завет, опубликованная в 1940 году, и ныне считается классическим трудом в своей сфере. В ней он подчеркивал важность сохранения гумуса, содержание воды в почве, а также особую роль микоризы. Это была его первая книга, направленная к широкой общественности. Другой его труд, Отходы сельского хозяйства, опубликованный в 1931 году и составленный на основе 26-летнего опыта изучения традиционного растениеводства в Индии считается его самой важной научной публикацией.

## Сочинения
- Howard, Albert; Howard, Gabrielle L.C (1907), Note on Immune Wheats, The Journal of Agricultural Science, 2 (03), Cambridge University Press: 278–280, doi:10.1017/S0021859600000575
- Howard, Albert; Howard, Gabrielle L.C.; Khan, Abdur Rahman (1910), The economic significance of natural cross-fertilization in India, India Dept. of Agriculture. Memoirs. Botanical series, vol. III, (No.6) Calcutta: Thacker, Spink & Co.; London: W. Thacker & Co. (Published for the Imperial Department of Agriculture in India; Calcutta). Listing at Open Library
- Howard, Albert (February 1921), The Influence of Soil Factors on Disease Resistance, Annals of Applied Biology, 7 (4): 373–389, doi:10.1111/j.1744-7348.1921.tb05525.x
- Howard, Albert (1 января 1925), The Effect of Grass on Trees, Proceedings of the Royal Society. Series B, Containing Papers of a Biological Character, 97 (683): 284–321, doi:10.1098/rspb.1925.0003
- Howard, Albert; Howard, Gabrielle L.C (1929), The Development of Indian Agriculture, India of Today, vol. VIII (2nd ed.), London: Humphrey Milford and Oxford University Press, Дата обращения: 9 августа 2010
- Howard, Albert; Wad, Yeshwant D (1931), The Waste Products of Agriculture: Their Utilization as Humus, Oxford: Humphrey Milford & Oxford University Press, Дата обращения: 9 августа 2010[a]
- Howard, Albert (29 февраля 1936), Manufacture of Humus by the Indore Process, Nature, 137 (3461): 363–363, doi:10.1038/137363b0, Дата обращения: 9 августа 2010
- Greenwell, Bernard; Howard, Albert; Wrench, G.T. (February 1939), Address to a Meeting of the Farmers' Club, Journal of the Farmers' Club, Discussion held at the Royal Empire Society, Craven Street, W.C.2, on Monday 30 January 1939 (Part 1)
- Howard, Albert (27 мая 1939), Medical "Testament" on Nutrition (correspondence concerning the Cheshire Medical Testament on Nutrition), British Medical Journal, 1 (4090): 1106, doi:10.1136/bmj.1.4090.1106 (Registration to view BMJ articles is free).
- Howard, Albert (29 июля 1939), "Medical Testament" on Nutrition (correspondence), British Medical Journal, 2 (4099): 251, doi:10.1136/bmj.2.4099.251
- Howard, Albert (1943), An Agricultural Testament (PDF), Oxford, UK: Oxford University Press, Дата обращения: 9 августа 2010 pdf per Special Rodale Press Edition, 1976.
- Howard, Albert; Howard, Louise E (1945), Farming and Gardening for Health or Disease, (Subsequently published as The Soil and Health), London: Faber and Faber Ltd, Дата обращения: 10 августа 2010
- Howard, Albert (1945), Introduction (Howard on earthworms), The Formation of Vegetable Mould through the Action of Worms with Observation on their Habits, London: Faber and Faber, Дата обращения: 9 августа 2010 (Howard’s introduction to the 1945 publication of Charles Darwin’s book, first published in 1881).
- Howard, Albert (March 1947), Harnessing the Earthworm, Organic Gardening, 10 (4)
- Howard, Albert (April 1947), Organic Campaign, Organic Gardening, 10 (5)
- Howard, Albert (September 1947), The Animal As Our Farming Partner, Organic Gardening, 11 (3), Дата обращения: 9 августа 2010
- Howard, Albert (November 1947), How to Avoid a Famine of Quality, Organic Gardening, 11 (5)
- Howard, Albert (2006), The Soil and Health: A Study of Organic Agriculture, University Press of Kentucky, ISBN 978-0-8131-9171-3, Дата обращения: 9 августа 2010. First published 1947 (Originally published by Faber & Faber in 1945 as Farming and Gardening for Health or Disease).